# Wayne Frazier
William Wayne Frazier, född 5 mars 1939 i Evergreen i Alabama, död 11 mars 2012 i Brewton i Alabama, var en amerikansk utövare av amerikansk fotboll, som i några säsonger under 1960-talet spelade i American Football League. Innan dess spelade han collegefotboll för Auburn University. Frazier AFL-debuterade 1962 för San Diego Chargers, spelade 1965 för Houston Oilers och tillbringade de två sista säsongerna innan han avslutade sin AFL-karriär år 1967 i Kansas City Chiefs och Buffalo Bills. Han var med om att vinna AFL-mästerskapet 1966 med Kansas City Chiefs och spelade i världsmästerskapsmatchen 1967 mellan AFL:s och NFL:s mästarlag. Matchen har senare kommit att kallas Super Bowl I.